# Muniswamy Rajgopal
Muniswamy Rajgopal (24. ožujka 1926. – Bangalore, 3. ožujka 2004.) je bivši indijski hokejaš na travi. 
Na hokejaškom turniru na Olimpijskim igrama 1952. u Helsinkiju igrajući za Indiju je osvojio zlato. 